# Sjælland Rundt
Sjælland Rundt er en langdistance kapsejlads der starter og slutter i Helsingør. Den er organiseret af Helsingør sejlklub.
Sjælland Rundt har eksisteret siden 1947 og startede d. 29 juni. kl 10 sejladsen er ca. 230 sømil (430 km)